# Organizacija nezastupljenih nacija i naroda
Organizacija nezastupljenih nacija i naroda (UNPO) je međunarodna organizacija osnovana s ciljem davanja glas nepredstavljenim i marginalizovanim nacijama i narodima širom sveta. Ona je formirana 11. februara 1991. u Hagu, Holandija. Njene članove čine autohtoni narodi, manjine i nepriznate ili okupirane teritorije.
UNPO radi na razvijanju razumevanja i poštovanja prava na samoopredeljenje, pruža savete i podršku u vezi sa pitanjima međunarodnog priznanja i političke autonomije, obučava grupe kako da se efikasno zalažu za njihove ciljeve i direktno zagovara međunarodni odgovor na kršenja ljudskih prava počinjena nad grupama članicama UNPO-a. Neke bivše članice, poput Jermenije, Istočnog Timora, Estonije, Letonije, Gruzije i Palaua, stekle su punu nezavisnost i pridružile se Ujedinjenim nacijama (UN).

## Istorija
UNPO su tokom 1980-ih osmislili lideri pokreta za samoopredeljenje, Linart Mal iz Kongresa Estonije, Erkin Alptekin iz Istočnog Turkestana i Lodi Giari sa Tibeta, zajedno sa Mihael van Valt van Praagom, dugogodišnjim savetnikom za međunarodno pravo 14. Dalaj Lame. Osnivači su bili predstavnici nacionalnih pokreta Estonije, Letonije, Tibeta, Krimskih Tatara, Jermenije, Gruzije, Tatarstana, Istočnog Turkestana, Istočnog Timora, australijskih Aboridžina, Kordiljera, Grčke manjine u Albaniji, Kurdistana, Palaua, Tajvana i Zapadne Papue. Ključni cilj UNPO-a bio je, i ostaje, replikovanje uspeha 14. Dalaj Lame i nenasilne poruke Tibetanskog naroda dok su suočeni sa ugnjetavanjem i okupacijom.

## Ciljevi
Vizija UNPO-a je da afirmiše demokratiju kao osnovno ljudsko pravo, sprovede ljudska, građanska i politička prava širom sveta, održi univerzalno pravo na autonomiju i samoopredeljenje i dalji federalizam. Ona podstiče nenasilne metodologije za postizanje mirnih rešenja sukoba i ugnjetavanja. UNPO podržava članove u poštovanju njihovih ljudskih i kulturnih prava i očuvanju njihovog okruženja. Organizacija pruža forum za umrežavanje članova i pomaže im u učešću na međunarodnom nivou.
Iako članovi UNPO-a često imaju različite ciljeve, zajedničko im je jedno: uglavnom nisu diplomatski predstavljeni (ili samo sa manjinskim statusom, kao što je posmatrač) u velikim međunarodnim institucijama, poput Ujedinjenih nacija (UN). Kao rezultat toga, ograničen je doseg globalnih tela zaduženih za zaštitu ljudskih prava i rešavanje sukoba u adresiranju njihovih problema.
UNPO je posvećen setu od pet principa sadržanih u njegovom sporazumu:
- Jednako pravo na samoopredeljenje;
- Pridržavanje međunarodno prihvaćenih standarda ljudskih prava, utvrđenih Univerzalnom deklaracijom o ljudskim pravima i drugim međunarodnim instrumentima;
- Pridržavanje principa demokratskog pluralizma i odbacivanje totalitarizma i verske netrpeljivosti;
- Promocija nenasilja i odbacivanje terorizma kao instrumenta politike; i
- Zaštita prirodnog okruženja.

Svi članovi moraju da potpišu i da se pridržavaju UNPO pakta. Članovi UNPO-a moraju biti nenasilni.

## Članovi
Sledeće zemlje su navedene kao članovi UNPO-a.
Originalni članovi su navedeni saroze pozadinom i zadebljanim fontom.
| Član                            | Datum pristupa      | Predstavljen sa                                                               | Ref          |
| ------------------------------- | ------------------- | ----------------------------------------------------------------------------- | ------------ |
| Abhazijci                       | 6. август 1991.     | Ministarstvo spoljašnjih poslova Republike Abhazija                           | [ 13 ]       |
| Aćeh                            | 11. фебруар 1991.   | Aćeh-Sumatranski nacionalnooslobodilački front                                | [ 14 ]       |
| Afrikaneri                      | 15. мај 2008.       | Freedom Front Plus                                                            | [ 15 ]       |
| Ahvazi                          | 14. новембар 2003.  | Stranka demokratske solidarnosti Ahvaza                                       | [ 16 ]       |
| Južno Kamerunci                 | 28. март 2018.      | Južnokamerunski vladajući savet                                               | [ 17 ]       |
| Asirci                          | 6. август 1991.     | Asirski univerzalni savez                                                     | [ 18 ]       |
| Beludžistanci                   | 1. март 2008.       | Nacionalna partija Beludžistana (Mengal)                                      | [ 19 ]       |
| Baroci                          | 23. новембар 2013.  | Nacionalni savez za slobodu Baroca                                            | [ 20 ]       |
| Belahi                          | 6. јун 2017.        | Malijsko udruženje za očuvanje kulture Belaha                                 | [ 21 ]       |
| Bijafrijci                      | 31. јул 2020.       | Pokret za aktuelizaciju suverene države Bijafra/Pokret za nezavisnost Bijafre | [ 1 ] [ 22 ] |
| Bretanjci                       | 8. јун 2015.        |                                                                               | [ 23 ]       |
| Katalonci                       | 14. децембар 2018.  | Katalonska nacionalna skupština                                               | [ 24 ]       |
| Čitagongski gorski region       | 6. август 1991.     |                                                                               | [ 25 ]       |
| Okrug Kolumbija (Vašington, DC) | 4. децембар 2015.   | D.C. državnost, kongresno izaslanstvo                                         | [ 26 ]       |
| Krimski Tatari                  | 11. фебруар 1991.   | Mili Mejlis                                                                   | [ 27 ]       |
| Istočni Turkestanci             | 11. фебруар 1991.   | Svetski ujgurski kongres                                                      | [ 28 ]       |
| Gilgit-Baltistanci              | 20. септембар 2008. | Gilgitsko-baltistanska demokratska alijansa                                   | [ 29 ]       |
| Gvamci                          | 31. јул 2020.       | Vlada Gvama                                                                   | [ 1 ] [ 22 ] |
| Haratinci                       | 18. септембар 2011. | Inicijativa za oživljavanje abolicijskog pokreta u Mauritaniji                | [ 30 ]       |
| Hmongi                          | 2. фебруар 2007.    | Svetski kongres hmonškog naroda                                               | [ 31 ]       |
| Iranski Kurdistanci             | 2. фебруар 2007.    | Demokratska partija Inanskog Kurdistana i Komala partija Iranskog Kurdistana  | [ 32 ]       |
| Kabilci                         | 6. јун 2017.        | MAK-Anavad                                                                    | [ 33 ]       |
| Kmerski Kromi                   | 15. јул 2001.       | Kmerska kampućijsko-kromska federacija                                        | [ 34 ]       |
| Lezgini                         | 7. јул 2012.        | Federalna lezginska nacionalna i kulturna autonomija                          | [ 35 ]       |
| Madeši                          | 14. октобар 2017.   | Alijansa za nezavisnost Madeša                                                | [ 36 ]       |
| Nagalimci                       | 23. јануар 1993.    | Nacionalni socijalistički savet Nagalima                                      | [ 37 ]       |
| Ogadenci                        | 6. фебруар 2010.    | Ogadenski narodnooslobodilački front                                          | [ 38 ]       |
| Ogonci                          | 19. јануар 1993.    | Pokret za opstanak Onskog naroda                                              | [ 39 ]       |
| Oromci                          | 19. децембар 2004.  | Oromski oslobodilački front                                                   | [ 40 ]       |
| Rehobotski Basteri              | 2. фебруар 2007.    | Kapetanski savet                                                              | [ 41 ]       |
| Rečne rase Zambezija            | 31. јул 2020.       | Pokret za opstanak Rečnih rasa Zambezija                                      | [ 1 ] [ 22 ] |
| Savojci                         | 15. јул 2014.       | Privremena vlada države Savoja                                                | [ 42 ]       |
| Sindi                           | 19. јануар 2002.    | Svetski sindski institut                                                      | [ 43 ]       |
| Somalilandijci                  | 19. децембар 2004.  | Vlada Somalilanda                                                             | [ 44 ]       |
| Južni Moluku                    | 6. август 1991.     | Republika Južni Maloku                                                        | [ 45 ]       |
| Južni Azerbejdžanci             | 2. фебруар 2007.    | Južnoazerbejdžanska demokratska partija                                       | [ 46 ]       |
| Južnomongolci                   | 2. фебруар 2007.    | Južnomongolski informacioni centar za ljudks prava                            | [ 47 ]       |
| Sulujci                         | 5. јануар 2015.     | Sulu fondacija devet etničkih plemena                                         | [ 48 ]       |
| Tajvanci                        | 11. фебруар 1991.   | Tajvanska fondacija za demokratiju                                            | [ 49 ]       |
| Tibetanci                       | 11. фебруар 1991.   | Centralna tibetanska administracija                                           | [ 50 ]       |
| Zapadni Baludžistanci           | 26. јун 2005.       | Baludžistanska narodna partija                                                | [ 51 ]       |
| Zapadni Togolandijci            | 2017.               | Fondacija zavičajne studije                                                   | [ 52 ]       |
| Jorubci                         | 31. јул 2020.       | Jorubski svetski kongres                                                      | [ 1 ] [ 22 ] |

## Spoljašnje veze
- Zvanični veb-sajt